# Kopitarce
Kopitarce (en serbe cyrillique : Копитарце) est un village de Serbie situé dans la municipalité de Vladičin Han, district de Pčinja. Au recensement de 2011, il comptait 50 habitants.

## Démographie
| 1948 | 1953 | 1961 | 1971 | 1981 | 1991 | 2002 | 2011 |
| ---- | ---- | ---- | ---- | ---- | ---- | ---- | ---- |
| 142  | 144  | 175  | 181  | 140  | 112  | 75   | 50   |

|  |